# Corona Richmond
La corona Richmond è una protesi odontoiatrica fissa di ricostruzione della corona del dente, costruita, a differenza di altre corone, non su un moncone, ma sfruttando la radice sana.
Viene utilizzata dopo la devitalizzazione del dente, quando si è salvata solo in minima parte la corona naturale: la protesi viene ancorata per mezzo di un perno cementato interamente nel canale radicolare. Dopo la preparazione del canale, ottenuta allargando appena la cavità per dare più stabilità alla protesi, se ne prende l'impronta, che permette all'odontotecnico di realizzare la protesi.
La protesi presenta l'inconveniente di essere realizzata in un pezzo unico cementato alla radice. Pertanto può essere rimossa solo con difficoltà e a volte danneggiando la radice, a differenza ad esempio della corona fusa e della corona Veener, nelle quali la protesi della corona è distinta da una protesi di moncone che viene cementata nella radice del dente.